# Social News
Social News (deutsch: Soziale Nachrichten) sind eine Anwendung im World Wide Web, bei der Benutzer Hinweise auf Nachrichten oder Inhalte auf einer anderen Webseite, mit einem Kurzkommentar versehen, einstellen. Andere Benutzer können für oder gegen die Beiträge abstimmen. Die populärsten Beiträge kommen auf die Homepage. Die Benutzer entscheiden, welche Nachrichten verbreitet und prominent positioniert werden. Aus diesem Grund spricht man auch von einer Nachrichten-Community.

## Funktionen
Beiträge dürfen von allen Besuchern gelesen werden, für das Einstellen neuer Beiträge muss man sich meistens registrieren. Gleiches gilt für das Kommentieren von Beiträgen. Die Registrierung ist bei manchen Anwendungen auch für das Abstimmen notwendig. Registrierte Benutzer können in ihrem Profil u. a. angeben, wer ihre „Freunde“ sind, um z. B. per E-Mail informiert zu werden, wenn diese einen neuen Beitrag einstellen. Die gesamte Punktzahl eines Beitrags wird oft nach einem geheim gehaltenen Algorithmus berechnet, der u. U. nicht nur die Anzahl der Stimmen für und gegen den Beitrag zählt, sondern eventuell auch berücksichtigt, wer abgestimmt hat. Einer der Gründe für dieses Vorgehen ist der Wunsch, Manipulationen nach Möglichkeit zu verhindern. Die Beiträge enthalten nämlich oft offene oder versteckte Werbung für eine Website. Die Einreicher versuchen, diese dann auf die Homepage zu hieven, oder reichen sie einfach als ein Mittel der Suchmaschinenoptimierung ein. Die Benutzer erhalten für ihre Aktivität auch Punkte, die sich im Benutzerstatus, oft als Karma bezeichnet, niederschlagen. Punkte können für Einreichen von Beiträgen, Kommentieren oder Abstimmen vergeben werden und durch einen Algorithmus, der ebenfalls u. U. geheim gehalten wird, zusammengefasst werden. Der Algorithmus kann z. B. auch die Aktualität der Aktivität oder den Erfolg der eingereichten Beiträge, im Sinn von erhaltenen Stimmen, berücksichtigen. Von Benutzern als ungerecht empfundene Algorithmen können einen negativen Einfluss auf die Aktivität haben.
Die Beiträge können vorgegebenen Kategorien zugeordnet werden oder innerhalb von Benutzern eingerichteten Gruppen eingereicht werden. Die meisten Anwendungen akzeptieren nicht nur Texte, sondern auch Bilder und Videos. Manche Websites enthalten auch Podcasts oder erlauben die Einstellung originärer Beiträge ohne Bezug auf eine Website. Die Beiträge können mit Schlagwörtern (engl. tags) versehen werden, die zur Suche nach verwandten Beiträgen genutzt werden können und i. d. R. in Form einer Schlagwortwolke (engl. tag cloud) ihrer Häufigkeit entsprechend auf der Homepage dargestellt werden.
Manche Autoren sehen Social News als eine Form des Social Bookmarking an, doch während beim letzten das Sammeln persönlicher Lesezeichen (und eventuell teilen mit anderen Benutzern) im Vordergrund steht, geht es bei Social News um Verteilung und Diskussion von Nachrichten. Sie werden entsprechend als ein Teil des Bürgerjournalismus im Internet angesehen.

## Anbieter
Die nach Mitgliedern und Besuchern populärste Anwendung war anfangs Digg. Die Website widmete sich am Anfang nur technischen Nachrichten, beinhaltet inzwischen aber Beiträge zu nahezu allen Lebensbereichen. In Deutschland wurde ein zunächst gleichnamiger Klon ins Leben gerufen, der sich später in YiGG umbenannte. Beide Dienste gerieten allerdings in eine Krise: YiGG erlangte nie die benötigte kritische Masse an Benutzern und wurde inzwischen eingestellt, während Digg nach einer Umstellung der Software einen rapiden Verlust von Nutzern erlitt. Von dieser Umstellung profitierte schließlich aber die derzeit mit Abstand größte internationale Social News Plattform: Reddit.
In diesem Zusammenhang hat sich vor allem die Bezeichnung News-Aggregator etabliert. Als weitere Dienste auf dem deutschen Markt sind Virato und Rivva zu nennen. Auch die Süddeutsche Zeitung hat mit ihrer Facebook-Twitter-Presseschau einen Weg gefunden, Trends im Netz, gefiltert durch die Leser selbst, abzubilden.